# Карлтон, Майк
Майкл Джеймс Карлтон (род. 31 января 1946 года) — австралийский медиа-комментатор, журналист и автор. Ранее он вместе с Питером ФитцСимонсом, а затем Сэнди Алоизи вел ежедневную утреннюю программу на сиднейской радиостанции 2UE.
Карлтон часто критикует консервативных общественных деятелей, таких как бывший премьер-министр Джон Говард, бывший министр иностранных дел Александер Даунер, радиоведущий Алан Джонс, а также консервативные правительства, включая администрацию Буша в США.

## Биография
Карлтон начал свою карьеру в качестве журналиста в Австралийской радиовещательной комиссии (ABC) в 1963 году, в возрасте 17 лет. Его личные репортажи в качестве военного корреспондента ABC во Вьетнаме повысили его до должности начальника информационного бюро ABC Джакарта, Индонезия. Получив дальнейшие похвалы по возвращении с новаторской программы о текущих событиях на ABC-TV 1970-х годов This Day Tonight, он перешел на свою первую радиопрограмму в качестве ведущего на Сиднейской коммерческой станции 2GB в начале 1980-х, именно здесь родился «Friday News Review». Карлтон доминировал на утреннем радио в течение ряда лет, пока Алан Джонс не был переведен на место утренней программы в 2UE в марте 1988 года, и рейтинги Карлтона начали падать. В начале 1990-х он был ведущим лондонского LBC Newstalk 97.3FM, в то время принадлежавшего австралийцам. Сначала он представил программу «Время вождения», но именно в качестве ведущего программы «Утренний отчет» он стал известен, получив престижную премию Sony Radio Academy Award. Эта программа помогла изменить финансовое состояние станции. Позже он написал роман, действие которого происходило на лондонской радиостанции «Off the Air», который стал бестселлером в Австралии в конце 1990-х годов.
В 1994 году Карлтон вернулся в Сидней, чтобы вести утреннюю программу на музыкальной станции Mix 106.5.
Карлтон в течение ряда лет принимал участие в программе 2UE (15:00 — 18:00), прежде чем перейти к утренней программе (5:30 — 9:00). Стремясь улучшить рейтинги, руководство 2UE объединило Карлтона с журналистом, коллегой из Sydney Morning Herald и давним другом Карлтона Питером ФицСимонсом на утреннем шоу в 2006 году. Рейтинги шоу постепенно улучшались, однако в середине 2007 года значительно отставали от двух ведущих радиостанций.
Питер ФитцСимонс покинул шоу в конце 2007 года, его заменил Сэнди Алоизи в 2008 году.
Очень популярной особенностью продолжительной радиопрограммы Карлтона, был еженедельный сегмент политической сатиры Friday News Review. Сегмент был хорошо известен своими динамичными набросками, актуальными изображениями высокопоставленных политиков, знаменитостей и спортсменов по всей стране и всему миру, а также чрезвычайно точным голосовым олицетворением главных персонажей. Большинство персонажей в сегменте, в котором не играл Карлтон, были изображены австралийским актёром и телеведущим Джошем Зеппсом. Friday News Review была одной из последних программ политической сатиры в основных коммерческих СМИ Австралии.
18 сентября 2009 года Карлтон ушёл из своего давнего шоу 2UE Breakfast, проработав более 26 лет на австралийском утреннем радио, сославшись на нежелание продолжать утреннею программу и желание проводить больше времени со своей семьёй и новорождённым сыном.

### Семья
Отец Карлтона, Джим Карлтон, был спортсменом, принимавшим участие в летних Олимпийских играх 1928 года в Амстердаме. В 1930 году он установил национальный рекорд Австралии в беге на 100 ярдов, который не был побит до 1953 года. Его бы выбрали для участия в Олимпийских играх 1932 года, но он оставил спорт, чтобы стать католическим священником. Во время Второй мировой войны мать Майка Карлтона была помолвлена с другим мужчиной, который был католиком, а она — нет. Она обучалась католической вере, и к ней был приставлен отец Джим Карлтон. Они полюбили друг друга, он оставил священство, и они поженились. У них было два сына, Майк и Питер. Джим Карлтон умер в 1951 году.
Майк Карлтон был дважды женат; Керри (двое детей) и Мораг (один ребёнок).